# Elizabeth Meeke
Pour les articles homonymes, voir Meeke.
Elizabeth Meeke, née le 13 novembre 1761 et décédée vers octobre 1826, est une autrice, traductrice et écrivaine anglaise prolifique. Elle a écrit une trentaine de romans, publiés par Minerva Press à la fin du XVIIIe siècle et au début du XIXe siècle.

## Biographie
Les romans écrit par Elizabeth Meeke ont paru principalement sous le nom de « Mrs Meeke », parfois sous le pseudonyme « Gabrielli », et quelques-uns de manière anonyme. 
Leur auteur a été un temps supposé être Mary Meeke, l'épouse d'un vicaire du Staffordshire, mais « Mrs. Meeke » a été identifiée de manière concluante comme étant Elizabeth Meeke dans un article de Simon Macdonald en 2013. 
Elle serait morte vers octobre 1826. Elle est la demi-sœur de Frances Burney.

### Romans
- Count St. Blancard, or the Prejudiced Judge (1795)
- The Abbey of Clugny (1795)
- Palmira and Ermance (1797)
- The Mysterious Wife (sous le nom de Gabrielli) (1797)
- The Sicilian (anonymement) (1798)
- Harcourt (anonymement) (1799)
- Ellesmere (1799)
- Anecdotes of the Altamont Family (anonymement) (1800)
- Which is the Man? (1801)
- The Mysterious Husband (sous le nom de Gabrielli) (1801)
- Midnight Weddings (1802)
- Independence (sous le nom de Gabrielli) (1802)
- Amazement! (1804)
- The Old Wife and the Young Husband (1804)
- The Nine Days' Wonder (1804)
- Something Odd! (anonymous) (1804)
- The Wonder of the Village (anonymement) (1805)
- Something Strange (sous le nom de Gabrielli) (1806)
- There Is a Secret, Find It Out! (1808)
- Langhton Priory (sous le nom de Gabrielli) (1809)
- Stratagems Defeated (sous le nom de Gabrielli) (1811)
- Matrimony, the Height of Bliss or Extreme of Misery (1811)
- Conscience (1814)
- Spanish Campaigns, or The Jew (1815)
- The Veiled Protectress, or the Mysterious Mother (1818)
- What Shall Be, Shall Be (1823)

### Traductions
- A Tale of Mystery, or Celina, de François Guillaume Ducray-Duminil (1803)
- Lobenstein Village, de August Lafontaine (1804)
- Julian, or, My Father's House, de François Guillaume Ducray-Duminil (1807)
- The Unpublished Correspondence de Madame du Deffand (1810)
- Messiah, de Friedrich Gottlieb Klopstock avec Mary Collyer (1811)
- Elizabeth, or, the Exiles of Siberia, de Sophie Ristaud Cottin (1817)

### Livre pour enfants
- Children's books
- The Birth-Day Present
- Mamma's Gift
- The Parent's Offering to a Good Child